# Парламентарни избори у Грчкој (јун 2012)
Парламентарни избори у Грчкој су одржани 17. јуна 2012. То су били други парламентарни избори у 2012. години, након избора одржаних 6. маја. Нови избори су одржани јер странке које су ушле у парламент након мајских избора нису успеле да се договоре око формирања владе. На изборима у мају, највише гласова добила је конзервативна Нова демократија, док је на другом месту била коалиција левичарских странака СИРИЗА, која се противи плану штедње који подразумева смањење плата и пензија.
Након пропалих преговора, датум нових избора саопштен је 16. маја. Истог дана је за техничког премијера привремене прелазне владе именован Панајотис Пикраменос.
На изборима је највише гласова освојила Нова демократија, док је на другом месту као и на претходним изборима била СИРИЗА. Ове две странке су освојиле знатно више гласова него на изборима у мају. Најављено је да ће владу формирати Нова демократија и ПАСОК.

## Истраживања јавног мњења
| Датум         | Истраживач       | НД    | СИРИЗА | ПАСОК | АНЕЛ  | KKE  | Златна зора | ДИМАР | Зелени | ЛАОС | ДИСИ | DX   | ДРАСИ | Остали и/или неопредељени       |
| 6. мај 2012.  | претходни избори | 18,85 | 16,78  | 13,18 | 10,60 | 8,48 | 6,97        | 6,11  | 2,93   | 2,90 | 2,55 | 2,15 | 1,80  | остали: 6,70                    |
| ------------- | ---------------- | ----- | ------ | ----- | ----- | ---- | ----------- | ----- | ------ | ---- | ---- | ---- | ----- | ------------------------------- |
| 10. мај 2012. | Marc/Alpha       | 20,3  | 27,7   | 12,6  | 10,2  | 7,0  | 5,7         | 4,9   | 1,7    | 2,3  | 1,5  | 1,8  | 1,3   | Остали: 3,0                     |
| 12. мај 2012  | Kapa             | 18,1  | 20,5   | 12,2  | 8,4   | 6,5  | 5,8         | 5,0   | 2,5    | 2,4  | 2,5  | 2,2  | 1,3   | Остали: 1,7, Неопредељени: 10,9 |
| 12. мај 2012. | Metron           | 21,7  | 25,5   | 14,6  | 10,5  | 5,3  | 4,7         | 5,4   | 2,6    | 1,8  | 1,9  | 1,8  | 1,6   | Остали: 2,6                     |
| 14. мај 2012. | Rass             | 19,4  | 20,5   | 11,8  | 7,8   | 4,8  | 3,8         | 6,2   | 1,8    | 2,0  | 2,4  | 2,3  |       | Остали: 3,7, Неопредељени: 11,3 |
| Датум         | Истраживач       | НД    | СИРИЗА | ПАСОК | АНЕЛ  | KKE  | Златна зора | ДИМАР | Зелени | ЛАОС | ДИСИ | DX   | ДРАСИ | Остали и/или неопредељени       |

## Резултати
| Листе  | Листе                             | Гласови   | %      | Број мандата |
| ------ | --------------------------------- | --------- | ------ | ------------ |
|        | Нова демократија                  | 1.825.609 | 29,66% | 129          |
|        | СИРИЗА                            | 1.655.053 | 26,89% | 71           |
|        | Панхеленски социјалистички покрет | 755.832   | 12,28% | 33           |
|        | Независни Грци                    | 462.456   | 7,51%  | 20           |
|        | Златна зора                       | 425.980   | 6,92%  | 18           |
|        | Демократска левица                | 385.079   | 6,26%  | 17           |
|        | Комунистичка партија Грчке        | 277.179   | 4,50%  | 12           |
|        | Остали                            | 368.339   | 5,98%  | -            |
| Укупно | Укупно                            | 6.155.527 | 100%   | 300          |

Владу су формирали Нова демократија, Панхеленски социјалистички покрет и Демократска левица. За премијера је изабран Андонис Самарас из Нове демократије.